# 淋巴增生性障碍
淋巴细增生性障碍 (英文： Lymphoproliferative disorders, LPD) 是指一类特定的淋巴疾病，其特点在于淋巴细胞的过量增生。这些疾病主要出现在免疫系统受损的患者中。由于其与免疫系统的联系，该类疾病有时也被划归于“免疫增殖性疾病”；不过，就分类而言，淋巴细胞增殖性疾病与高丙种球蛋白血症和副蛋白血症一样，都是免疫增殖性疾病的一个亚类。

## 示例
- 滤泡性淋巴瘤
- 慢性淋巴细胞白血病
- 急性淋巴性白血病
- 毛细胞白血病
- 噬血细胞性淋巴组织细胞增多症(HLH)
- B细胞淋巴瘤
- T细胞淋巴瘤
- 多发性骨髓瘤
- 瓦尔登斯特伦巨球蛋白血症
- 威斯科特-奥尔德里奇综合征
- 朗格汉斯细胞组织细胞增多症(LCH)
- 淋巴细胞变异型嗜酸性粒细胞增多
- 苔藓样糠疹（PL、PLC、PLVA）
- 移植后淋巴增殖性疾病
- 自身免疫性淋巴组织增生综合征（ALPS）
- “淋巴样间质性肺炎” [1]
- EB 病毒相关淋巴组织增生性疾病
- 卡斯爾曼氏病
- X连锁淋巴组织增生性疾病